# Eva Hesse
Eva Hesse (Hamburg, 11 de gener de 1936 - Nova York, 29 de maig de 1970) va ser una pintora, escultora i artista tèxtil estatunidenca nascuda a Alemanya, coneguda pel seu treball pioner en materials com el làtex, la fibra de vidre i el plàstic.

## Biografia
Va néixer en el si d'una família jueva d'Hamburg. Quan Eva tenia tres anys, els seus pares la van enviar, a ella i la seva germana gran de sis anys, als Països Baixos, per allunyar-les de l'Alemanya nazi. Ambdues van ser allotjades en una casa catòlica per a infants refugiats fins que van aconseguir reunir-se amb els seus pares uns mesos més tard a Anglaterra al febrer de 1939 i es van traslladar definitivament als Estats Units el juny d'aquest mateix any; a partir d'aleshores van residir a Washington Heights, un veïnat judeo-alemany a Nova York.
El 1944, els pares de Hesse es van separar; el seu pare es va tornar a casar el 1945 i la seva mare, que patia de trastorn bipolar, es va suïcidar el 1946, després de rebre la notícia de l'assassinat dels seus pares en un camp de concentració nazi.
El 1962, Hesse va conèixer i es va casar amb l'escultor Tom Doyle (1928-2016);, de qui es divorciaria el 1966. El 1969 li van diagnosticar un tumor cerebral, i després de tres operacions en un any, va morir el 29 de maig de 1970.

## Estudis
Va assistir a l'Escola d'Art Industrial, després a l'Institut Pratt de Brooklyn el 1952, estudis que va abandonar un any després. Amb 18 anys, comença a treballar a Seventeen Magazine. Durant aquest temps, també va fer classes a la Lliga d'Estudiants d'Art [11] i a la Cooper Union del 1954 a 1957. Després de guanyar una beca a l'Escola d'estiu de música i art de Yale Norfolk, Norfolk, Connecticut, el 1957, va ser acceptada a l'Escola d'Art i Arquitectura a la Universitat Yale, on va estudiar pintura amb Josef Albers com a mestre. El 1959, Hesse va graduar-se en pintura i va tornar a Nova York, on va treballar com a dissenyadora tèxtil.

## Carrera artística
En sortir de Yale va retornar a Nova York, on es va fer amiga de molts altres joves artistes minimalistes, entre els quals Sol LeWitt, Donald Judd, Yayoi Kusama, De Kooning i d'altres com Ethelyn Honig, Rosie Goldman, Grace Wapner o Nancy Holt.
Va començar la seva carrera artística com a pintora expressionista, bevent de la influència de l'expressionisme abstracte d'Albers, però aviat va desenvolupar-se en el terreny de l'escultura, entusiasmada amb aquesta disciplina, en la qual se centraria i que ja no va abandonar.
El 1961, Hesse va ser inclosa en exposicions col·lectives al Museu de Brooklyn (a la 21a Bienal Internacional d'aquarel·la) i a la Galeria John Heller, Nova York. És llavors quan comença a vendre algunes obres. A l'abril d'aquell mateix any, Hesse va conèixer l'escultor Tom Doyle, amb qui es va casar. L'agost de 1962, ambdós van participar en un happening d'Allan Kaprow a la Lliga d'Estudiants d'Art de Nova York, a Woodstock. Allà va fer el seu primer objecte tridimensional, un tub fet de tela on s'hi posava la gent.
A proposta d'Arnold Rudlinger i Arnhard Scheidt, l'any 1964 el matrimoni es va traslladar a Kettwig, un poblet situat a la conca del Ruhr, a la seva Alemanya natal. Allà, se'ls proporciona un estudi a l'interior d'una fàbrica tèxtil en desús. Després d'un temps de bloqueig creatiu i d'una carta motivacional de Sol, Eva va començar a crear amb materials que havien estat abandonats a la fàbrica i en sorgiren un seguit d'obres com "An Ear in a Pond", "Two Handled Orange Keyed Utensil" o "Oomamaboomba". Al principi va treballar amb relleus de colors molt vius, amb formes i textures de contingut eròtic. De 1965 data la seva obra "Ringaround Aroise", la primera obra amb relleu que va fer a Alemanya, carregada de significacions sexuals i inspirada per la notícia de l'embaràs de la seva amiga Rosie Goldman. Va exposar les obres creades fins al moment al Oxenfest, festival que va organitzar la família Scheid, on vengué dues de les obres.
La primera exposició en escultura de Hesse es va presentar a Kunstverein a Düsseldorf, el 1965.
En retornar a Nova York, l'any 1965, Hesse ja havia deixat enrere el post-expressionisme abstracte i es reconeix un cert corrent surrealista en la seva obra. Amb l'arribada a Nova York, el seu treball adoptarà també una influència de l'art minimalista però, si bé mostra afinitat amb les preocupacions del minimalisme, la seva obra no es pot classificar fàcilment en cap moviment d'art en particular. Hesse refusa utilitzar les màximes de cap tendència artística, en paraules de l'artista "No m'importa estar allunyada de la resta de la gent"
En aquesta època, crea obres tan destacades com "Hang up" que considera un dels seus early statements i subratlla els seus atributs d'absurditat. L'obra, destaca en l'exposició col·lectiva a la Graham Gallery de Nova York "Abstract Inflationism and Stuffed Expressionism".

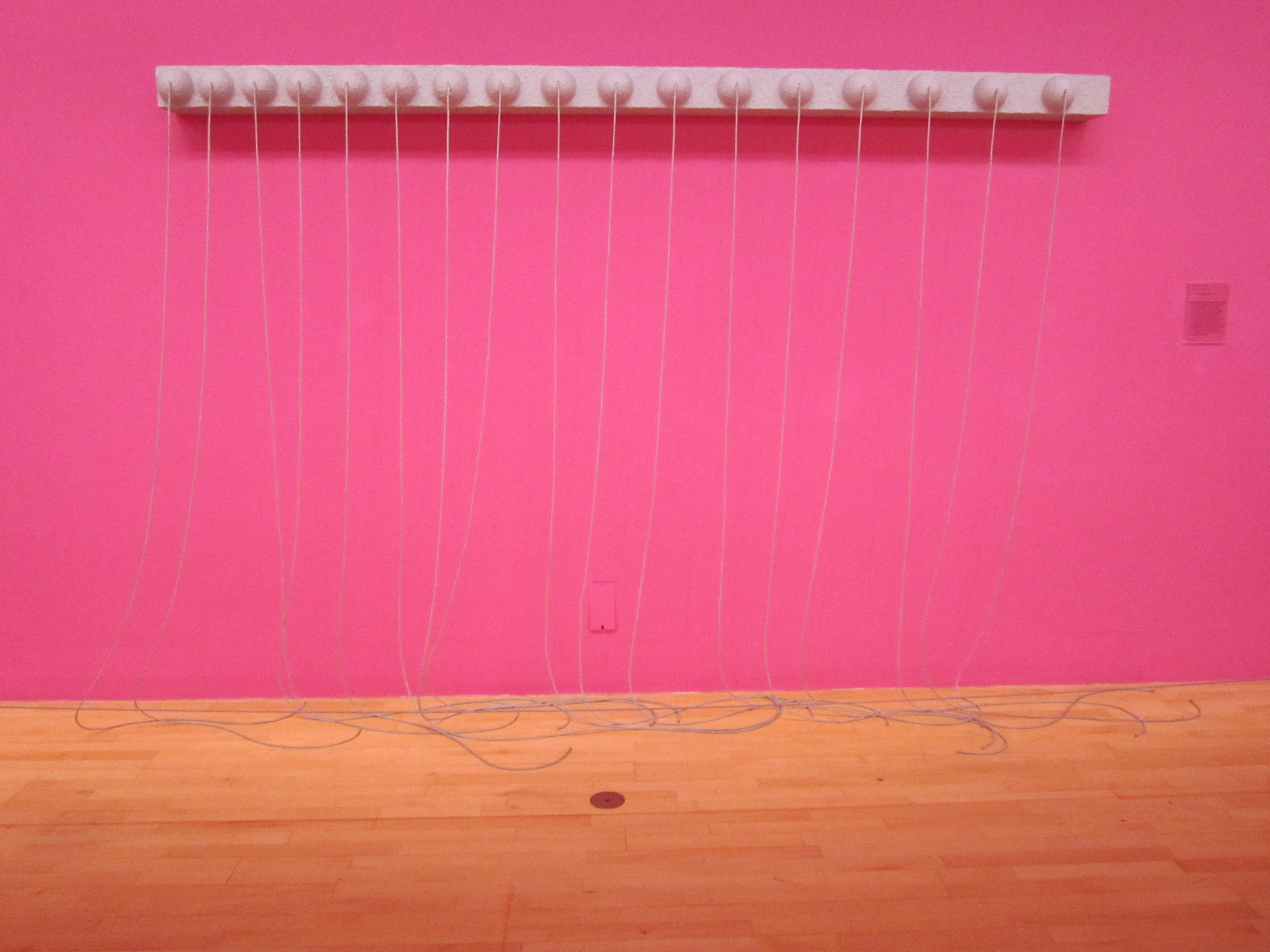
Addendum d'Eva Hesse, Tate Liverpool, Anglaterra.

Va començar a obtenir reconeixement a finals dels anys seixanta, amb exposicions individuals a la Galeria Fischbach, Nova York, i la inclusió en moltes exposicions col·lectives importants. Lucy R. Lippard, organitzava l'exposició a la Galeria Fischbach “Eccentric Abstraction”, una mostra que marcaria el patró per al que després es consideraria postminimalisme o art antiforma. Contacta amb Hesse per demanar-li una obra gran per a l'exposició. En paraules de la curadora: "Estava buscant quelcom que no fos el minimalisme fred i dur, buscava alguna altra cosa. I em vaig adonar després que era allò feminista o femení". Segons defineix la crítica d'art Lippard, aquell període artístic d'Eva Hesse seria el prefaci de l'art feminista. La mostra va resultar un èxit i Hilton Kramer va escriure una crítica al New York Times, però tal com relata Lippard, "la crítica donava molt més espai als homes de l'exposició i això enfadà a Hesse que es va sentir discriminada. Sentia que mereixia molt més espai i atenció i penso que era una valoració acurada."
És admesa l'any 1988 al grup "Experiments in Art and Technology", on va assistir a conferències sobre l'ús dels polímers i el làtex. És llavors quan comença una època d'intensa experimentació amb els materials en les seves escultures i, a través de Bob Morris, coneix Doug Johns, que treballarà com a assistent en les futures escultures de fibra de vidre. La fibra de vidre era un material que permetia la percepció soft tot i obtenir la duresa amb l'assecat. Una de les obres clau d'aquesta sèrie és "Repetition Nineteen" o "Accession IV".
En treballar un seguit de processos com l'aplicació d'acabats engomats, o el làtex sobre teixits o juxtaposats, l'artista reconeixia que els materials amb què treballa tenen un component de degradació i una durabilitat limitada, i afirma "good, let them worry about that" (referint-se a la gent dels museus).
Del 1968 al 1970, Hesse va impartir classes a l'Escola d'Arts Visuals de Nova York.